# EM-Reifen

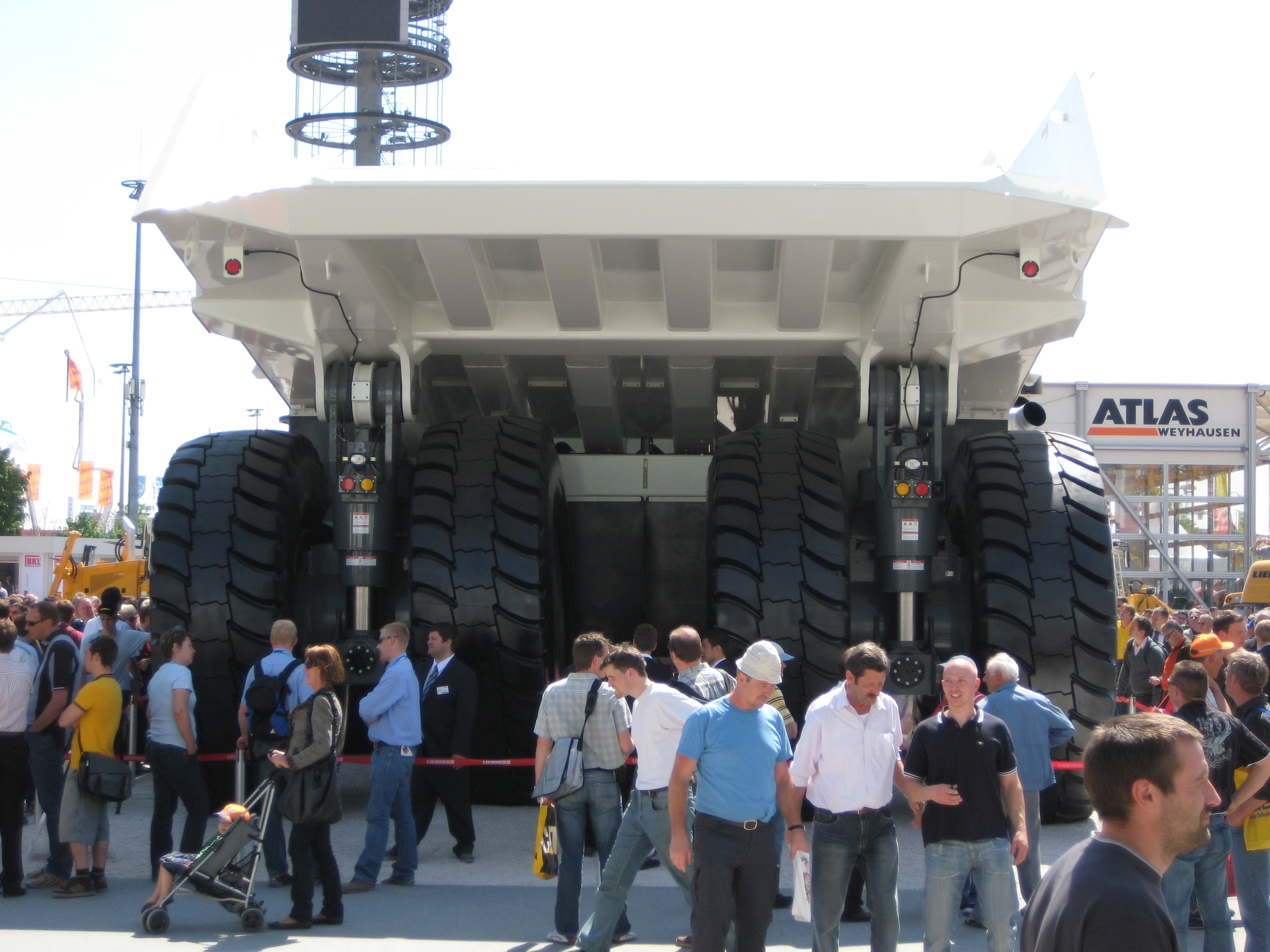
Reifen eines Liebherr TI 274

EM-Reifen (englisch Earth Mover Tire Molds, dt. Erdbewegungsreifen) zählen zu den größten Reifen der Welt und werden hauptsächlich im Erdbewegungsbereich eingesetzt.
Der größte EM-Reifen der Welt wird von der Firma Michelin hergestellt und besitzt einen Außendurchmesser von ca. 4,60 m (63″ Felgendurchmesser). Das Gesamtgewicht beträgt 6 t pro Reifen, die Kosten pro Rad belaufen sich auf ca. 33.000 €. Der Reifenaufbau ähnelt dabei dem eines herkömmlichen Reifens, die Profilgebung der Reifen der von Landwirtschaftsreifen. Das Hauptaugenmerk wird hierbei auf die Haftreibung im unwegsamen Gelände und auf die Tragfähigkeit auf lehmigem Boden gelegt. Die Lebensdauer eines EM-Reifens für Muldenkipper liegt bei ca. sechs Monaten.
Die Heizzeit zum Vulkanisieren eines EM-Reifens liegt bei ca. 24 Stunden, bevor der Reifen per Kran aus der Presse gehoben werden kann. Die Heizzeit zur Vulkanisation bei herkömmlichen PKW-Reifen liegt zum Vergleich bei etwa 6 bis 10 Minuten.